# NGC 1209
NGC 1209 je galaksija u zviježđu Eridan.

## Vanjske poveznice
- SEDS: NGC 1209